# Rusty LaRue
Rusty Lee LaRue (Winston-Salem, 12 ottobre 1973) è un ex cestista e allenatore di pallacanestro statunitense, professionista nella NBA, in Francia, Russia e Italia.

## Carriera

LaRue ai tempi di Varese dopo la tripla allo scadere che eliminò Milano dai play-off 2003

LaRue è un prodotto della Wake Forest University. Qui gioca a basket e a football, ma anche – per un anno – a baseball, diventando così il secondo giocatore nella storia dell'Atlantic Coast Conference a praticare tre sport nel corso di una stagione. Con la squadra di football è membro della squadra che nel 1992 vince l'Independence Bowl, ma durante la sua permanenza presso l'ateneo fissa molteplici nuovi record NCAA, tra cui quello per il maggior numero di passaggi completi in una singola partita (55). Nel basket, invece, contribuisce a portare la squadra a qualificarsi al torneo NCAA in tutte e quattro le annate. Al termine di questo quadriennio, durante il quale gioca anche al fianco di Tim Duncan e Randolph Childress, LaRue si piazza al secondo posto nella storia dell'università per triple segnate, e al terzo posto per percentuale al tiro da tre.
Terminata l'università, decide di focalizzarsi sulla pallacanestro. Non viene scelto al draft NBA, così nel 1996-1997 si alterna tra una breve parentesi in Francia al PSG Racing e una ai Connecticut Pride nella lega CBA.
LaRue inizia poi la stagione 1997-1998 agli Idaho Stampede sempre in CBA ma, dopo aver giocato una sola partita, entra a far parte a tutti gli effetti del roster dei Chicago Bulls che vedeva la presenza, tra gli altri, di Michael Jordan, Scottie Pippen e Dennis Rodman, allenati da coach Phil Jackson. Nel corso della stagione, LaRue gioca 14 partite a 3,5 punti e 10 minuti di media, in un'annata culminata con la conquista del titolo NBA. La stagione NBA seguente comincia a febbraio a causa del lockout e viene quindi accorciata, ma nel frattempo i Bulls avevano perso tutti i loro protagonisti. A seguito di questo smantellamento, LaRue trova più spazio, con un minutaggio salito a 17 minuti a gara per 4,7 punti di media. Viene tagliato dai Bulls alla vigilia dell'inizio della NBA 1999-2000, ma a dicembre viene richiamato per una decina di giorni durante i quali viene impiegato in quattro incontri.
Finita la parentesi ai Bulls, LaRue ritorna agli Idaho Stampede per la restante parte della CBA 1999-2000.
Per la stagione 2000-01 vola in Europa con l'ingaggio da parte del CSKA Mosca. Oltre a scendere in campo nel campionato russo, in cui LaRue viaggia a 8,8 punti a partita, la squadra raggiunge anche le Final Four di Suproleague, competizione continentale organizzata dalla FIBA che in quella stagione si contrapponeva all'Eurolega organizzata dall'ULEB. Qui il cammino dei rossoblu si interrompe in semifinale contro il Maccabi Tel Aviv.
L'anno seguente torna negli Stati Uniti per giocare con gli Asheville Altitude in D-League, la lega di sviluppo della NBA. Nel gennaio 2002, tuttavia, firma un primo contratto di 10 giorni con gli Utah Jazz, poi un altro contratto da 10 giorni, e infine viene confermato fino alla fine della stagione. In 33 partite, le sue medie si attestano su 5,8 punti in 16,4 minuti.
Nell'agosto del 2002 si accorda con la Pallacanestro Varese e sbarca dunque nella Serie A italiana. In regular season gioca 23 partite a 8,3 punti e 22,4 minuti di utilizzo medio. Nella decisiva gara 3 del derby valido per gli ottavi di finale play-off contro Milano, con la serie in parità sull'1-1, segna la tripla allo scadere che permette a Varese di espugnare il Palalido e di superare il turno a discapito dei meneghini.
Tagliato dai Boston Celtics nell'ottobre 2003, a pochi giorni dall'inizio dell'NBA di quell'anno, LaRue torna a vestire la maglia degli Asheville Altitude, con cui si laurea campione della D-League 2003-2004. Nel frattempo, durante la sua permanenza nella lega di sviluppo, nel marzo del 2004 era tornato brevemente a calcare i parquet della NBA in virtù del contratto da 10 giorni sottoscritto con i Golden State Warriors.
Ritiratosi dal basket giocato nel 2004, inizia ad allenare a livello collegiale. Dal 2009 al 2014 riveste il ruolo di assistente allenatore presso la sua vecchia università, la Wake Forest University.

## Statistiche

### College
| Anno      | Squadra           | PG  | PT | MP   | TC%  | 3P%  | TL%  | RP  | AP  | PRP | SP  | PP   |
| --------- | ----------------- | --- | -- | ---- | ---- | ---- | ---- | --- | --- | --- | --- | ---- |
| 1992-1993 | W.F. Dem. Deacons | 15  | 0  | 3,5  | 42,9 | 50,0 | 80,0 | 0,5 | 0,1 | 0,2 | 0,0 | 1,4  |
| 1993-1994 | W.F. Dem. Deacons | 28  | 4  | 12,5 | 42,6 | 45,0 | 60,0 | 1,5 | 0,4 | 0,5 | 0,0 | 4,7  |
| 1994-1995 | W.F. Dem. Deacons | 32  | 0  | 19,8 | 42,1 | 38,1 | 92,9 | 1,9 | 0,9 | 0,6 | 0,0 | 6,0  |
| 1995-1996 | W.F. Dem. Deacons | 32  | 27 | 30,6 | 48,4 | 46,4 | 88,0 | 3,0 | 1,9 | 0,9 | 0,1 | 10,1 |
| Carriera  | Carriera          | 107 | 31 | 18,8 | 45,0 | 43,4 | 86,5 | 1,9 | 1,0 | 0,6 | 0,0 | 6,2  |

### NBA

#### Regular Season
| Anno       | Squadra       | PG | PT | MP   | TC%  | 3P%  | TL%  | RP  | AP  | PRP | SP  | PP  |
| ---------- | ------------- | -- | -- | ---- | ---- | ---- | ---- | --- | --- | --- | --- | --- |
| 1997-1998† | Chicago Bulls | 14 | 0  | 10,0 | 40,8 | 25,0 | 62,5 | 0,6 | 0,4 | 0,2 | 0,1 | 3,5 |
| 1998-1999  | Chicago Bulls | 43 | 6  | 17,0 | 35,9 | 33,7 | 100  | 1,3 | 1,5 | 0,8 | 0,1 | 4,7 |
| 1999-2000  | Chicago Bulls | 4  | 1  | 32,3 | 34,9 | 14,3 | 71,4 | 2,5 | 2,8 | 1,8 | 0,0 | 9,3 |
| 2001-2002  | Utah Jazz     | 33 | 0  | 16,4 | 39,5 | 34,0 | 85,7 | 1,5 | 2,2 | 0,5 | 0,2 | 5,8 |
| 2003-2004  | G.S. Warriors | 4  | 0  | 5,5  | 33,3 | 100  | 50,0 | 0,8 | 0,5 | 0,5 | 0,0 | 1,0 |
| Carriera   | Carriera      | 98 | 7  | 16,0 | 37,6 | 31,8 | 84,1 | 1,3 | 1,6 | 0,6 | 0,1 | 5,0 |

#### Playoffs
| Anno     | Squadra   | PG | PT | MP   | TC%  | 3P%  | TL%  | RP  | AP  | PRP | SP  | PP  |
| -------- | --------- | -- | -- | ---- | ---- | ---- | ---- | --- | --- | --- | --- | --- |
| 2002     | Utah Jazz | 4  | 0  | 13,3 | 37,5 | 40,0 | 60,0 | 1,5 | 1,5 | 0,3 | 0,0 | 5,0 |
| Carriera | Carriera  | 4  | 0  | 13,3 | 37,5 | 40,0 | 60,0 | 1,5 | 1,5 | 0,3 | 0,0 | 5,0 |

## Palmarès
- Campionato NBA: 1

Chicago Bulls: 1998
- All-CBA Second Team (2000)
- Miglior passatore CBA (2000)
- Miglior tiratore di liberi CBA (2000)
- Campione D-League (2004)
- Miglior tiratore da tre punti NBDL (2004)